# 固溶体
固溶体是指溶质原子溶入溶剂晶格中而仍保持溶剂类型的合金相。通常以一种化学物质为基体溶有其他物质的原子或分子所组成的晶体，在合金和硅酸盐系统中较多见，在多原子物质中亦存在。
当溶剂的晶体结构添加溶质后可以稳定存在且保持均相，则该种混合物可以被视作溶液。
一些混合物可以在很多种浓度情况下形成固溶体，而有一些混合物根本不能形成固溶体。两种物质混合而形成固溶体的倾向是一个复杂的事情，涉及化学、晶体学及量子物理学。

## 分类
一般按溶质原子在晶格中的位置不同可分为：

左上：纯金属，右上：置换固溶体，
左下：间隙固溶体，右下：置换固溶体和间隙固溶体的混合。

- 間隙固溶體（Interstitial solid solution）：由溶质原子溶于溶剂晶格中原子之间的而形成的间隙中构成，如碳溶解于铁中而成的固溶体。
- 置換固溶體（Substitutional solid solution）：由溶质原子代替溶剂晶格中的原子构成，如铜溶于镍中而成的固溶体。

在一定條件下，兩種元素可以依無限比例互相置換而成為無限固溶體（all proportional solid solution），如鎳銅固溶體，濃度受到限制的成為有限固溶體（ limit solid solution），如銅鋁固溶體。某些置換固溶體（如銅金固溶體）在一定成分範圍內及一定溫度以下時具有超結構，稱為有序固溶體（Ordered solid solution）。